# Parker McKenna Posey
Parker McKenna Posey (ur. 18 sierpnia 1995 w Los Angeles, Kalifornia) – amerykańska aktorka dziecięca. 
Posey jest najbardziej znana z roli Kady Kyle w serialu On, ona i dzieciaki. Pojawiła się jako Macy Gray w Sweet Baby i w filmie Dzieciaki z High School Musical z Alyson Stoner i Lucasem Grabeelem.
Mieszka w Los Angeles z matką, Heather Stone. Ma dwóch braci: Khari'ego i Jake'a oraz siostrę o imieniu Dilynne.